# Ariadna bellatoria
Ariadna bellatoria là một loài nhện trong họ Segestriidae.
Loài này thuộc chi Ariadna. Ariadna bellatoria được Raymond Comte de Dalmas miêu tả năm 1917.